# 鞣质
鞣质（tannoids）音译单宁、丹宁，是一组存在于植物中，水溶性且可与蛋白质结合的多酚类物质。鞣质分为水解鞣质和缩合鞣质两大类，鞣酸是最常見的鞣質。
鞣质广泛存在于植物皮、根、叶、花和果实等细胞的单宁体中，属于植物的防衛用化学成分，用來封鎖蚜蟲的口腔以防止蚜蟲攻擊。此外，鞣质也可以保护植物免受紫外线的伤害。

## 化學性质
淡黄色至浅棕色粉末，有特殊气味，味极涩。溶于1份的水或乙醇，溶于丙酮，不溶于氯仿或乙醚。
做咖啡因萃取時，加入醋酸鉛可除去鞣质這類的有色雜質。

## 类别
鞣质種類很多，分子結構複雜，差異也大，但可分成二大類：可水解鞣质与缩合鞣质两种。包含鞣酸
| 基本单元：   | 没食子酸   | 黄酮     |
| 聚合物类别： | 可水解鞣质 | 缩合鞣质 |

## 用途

### 葡萄酒
鞣质是葡萄酒中所含有的二种酚化合物其中的一种物质，尤其在红葡萄酒中含量较多，白葡萄酒酿造过程中去皮去籽，所含鞣质较少。鞣质有益于心脏血管疾病的预防。葡萄酒中的鞣质一般是由葡萄籽、皮及梗浸泡发酵而来，或者是因为存于橡木桶内而萃取橡木内的鞣质而来。鞣质的多少可以决定酒的风味、结构与质地。缺乏鞣质的红酒质地轻薄，没有厚实的感觉，如薄酒莱红酒。鞣质具有抗氧化作用，鞣质丰富的红酒可以存放多年，并且逐渐酝酿出香醇细致的陈年风味。葡萄酒中所含的鞣质会使葡萄酒入口后口腔感觉干涩，口腔黏膜有褶皱感。

### 水族
於 1956 年所出版的「水族化學（Aquarienchemie）」書中，作者奧圖·瓦格納（Otto Wagner）對於水族缸內鞣質的作用寫到：
「鞣質具有以下的特質：鞣質就像是酸性物質，使得蛋白質由原本溶解在中性的環境中，在酸性環境中產生了沈澱，並且與組織的黏膜緊密的結合，也穩固的與表皮鞣質的結合，並使得大多數的鹼性重金屬產生無法溶解於水的沈澱鹽類。有一些鞣質是由沒食子酸（Gallic acid）和雙沒食子酸（digallic acid）與鞣酸（tannic acid）所組成的，有一些則含有腐質酸，此外也尚有一些不明的化學物質。有些魚種在當鞣質和腐質酸存在時感到很舒適，因為這些物質在其原產地就已經很豐富了。這些化合物對於此類的魚種而言，具有保護細菌感染的功能，如果缺少了這些物質，魚隻將遭受極大的危險。」

### 製革
在製革的鞣製過程中，鞣質可與蛋白質結合生成不溶於水的沉澱，用來分離明膠，能使生成皮革。

### 製墨水
鞣質的水溶液還可與鐵離子產生藍黑色或綠黑色反應，利用這一點，可以鞣質為原料製造藍黑墨水(鞣酸鐵墨水)。

### 藥用
从医学的角度讲，鞣质是一种可以解毒的低毒性物质。鞣质在医学上被应用于止血。曾用于治疗咽喉炎、扁桃腺炎、痔疮和皮肤疱症，制止腹泻、肠出血。鞣质能与金属、生物碱和糖苷（见苷）等生成沉淀，对这些物质具有解毒作用。

### 艾草
艾草富含單寧酸、葉綠素 可改善虛寒、預防心血管疾病。

### 健康影響
由於單寧酸會阻礙鐵質吸收，所以藥師建議飯前飯後、懷孕、或者月經到來時不要喝茶。

## 资料来源
1. ↑  . 樂詞網. 國家教育研究院 （中文（臺灣））.
2. ↑  . 术语在线. 全国科学技术名词审定委员会. （简体中文）
3. ↑  . 术语在线. 全国科学技术名词审定委员会. （简体中文）
4. ↑  . 樂詞網. 國家教育研究院 （中文（臺灣））.
5. ↑  Kerry Grens. . The Scientist Magazine®. 2013-09-23  [2014-08-22]. （原始内容存档于2014-03-07）.
6. ↑  “单宁”是什么？ 的存檔，存档日期2009-11-11.